# Верхний Андруш
Верхний Андруш (также Андрушул де Сус; рум. Andrușul de Sus) — село в Кагульском районе Республики Молдова. Относится к сёлам, не образующим коммуну.

## География
Село расположено на высоте 149 метров над уровнем моря.

## Население
По данным переписи населения 2004 года, в селе Верхний Андруш проживает 1769 человек (889 мужчин, 880 женщин).
Этнический состав села:
| Национальность | Число жителей | Процентный состав |
| -------------- | ------------- | ----------------- |
| молдаване      | 1741          | 98,42             |
| румыны         | 13            | 0,73              |
| украинцы       | 5             | 0,28              |
| русские        | 4             | 0,23              |
| болгары        | 3             | 0,17              |
| гагаузы        | 2             | 0,11              |
| прочие         | 1             | 0,06              |
| Всего          | 1769          | 100 %             |